# Paradise (The Rasmus)
Paradise è un singolo del gruppo musicale finlandese The Rasmus, pubblicato il 31 marzo 2017 come primo estratto dal nono album in studio Dark Matters.

## Tracce
Download digitale
1. Paradise – 3:29 (Lauri Ylönen, Pauli Rantasalmi, Joy Deb, Linnea Deb, Anton Hård)

7" (Finlandia)
- Lato A

1. Paradise – 4:13 (Lauri Ylönen, Pauli Rantasalmi, Joy Deb, Linnea Deb, Anton Hård)

- Lato B

1. Teardrops – 3:15 (Lauri Ylönen, Pauli Rantasalmi, Richard Archer)

Download digitale – remix
1. Paradise (Joakim Molitor Remix) – 3:15 (Lauri Ylönen, Pauli Rantasalmi, Joy Deb, Linnea Deb, Anton Hård)

## Formazione
Gruppo
- Lauri Ylönen – voce
- Pauli Rantasalmi – chitarra
- Eero Heinonen – basso
- Aki Hakala – batteria

Altri musicisti
- The Family – programmazione

Produzione
- The Family – produzione, missaggio
- Anders Hvenare – missaggio
- Anders Pantzer – assistenza tecnica
- Staffen Birkedal – assistenza tecnica
- Claes Persson – mastering